# Віттінген
Віттінген (нім. Wittingen) — місто в Німеччині, розташоване в землі Нижня Саксонія. Входить до складу району Гіфгорн.
Площа — 225,08 км2. Населення становить 11 405 ос. (станом на 31 грудня 2021).

## Географії

### Адміністративний поділ
Місто  складається з 27 міських районів:
| - Бойтценгаген - Даррігсдорф - Ерпензен - Ойтцен - Ганнервінкель - Глюзінген - Гаген - Какербек - Кнезебек | - Кюсторф - Любен - Манбург - Ордорф - Пластау - Раде - Раденбек - Шнефлінген - Штеккен | - Зудервіттінген - Тешендорф - Фороп - Трансфааль - Віттінген - Воллерсторф - Вундербюттель - Цазенбек - Румсдорф |

## Галерея

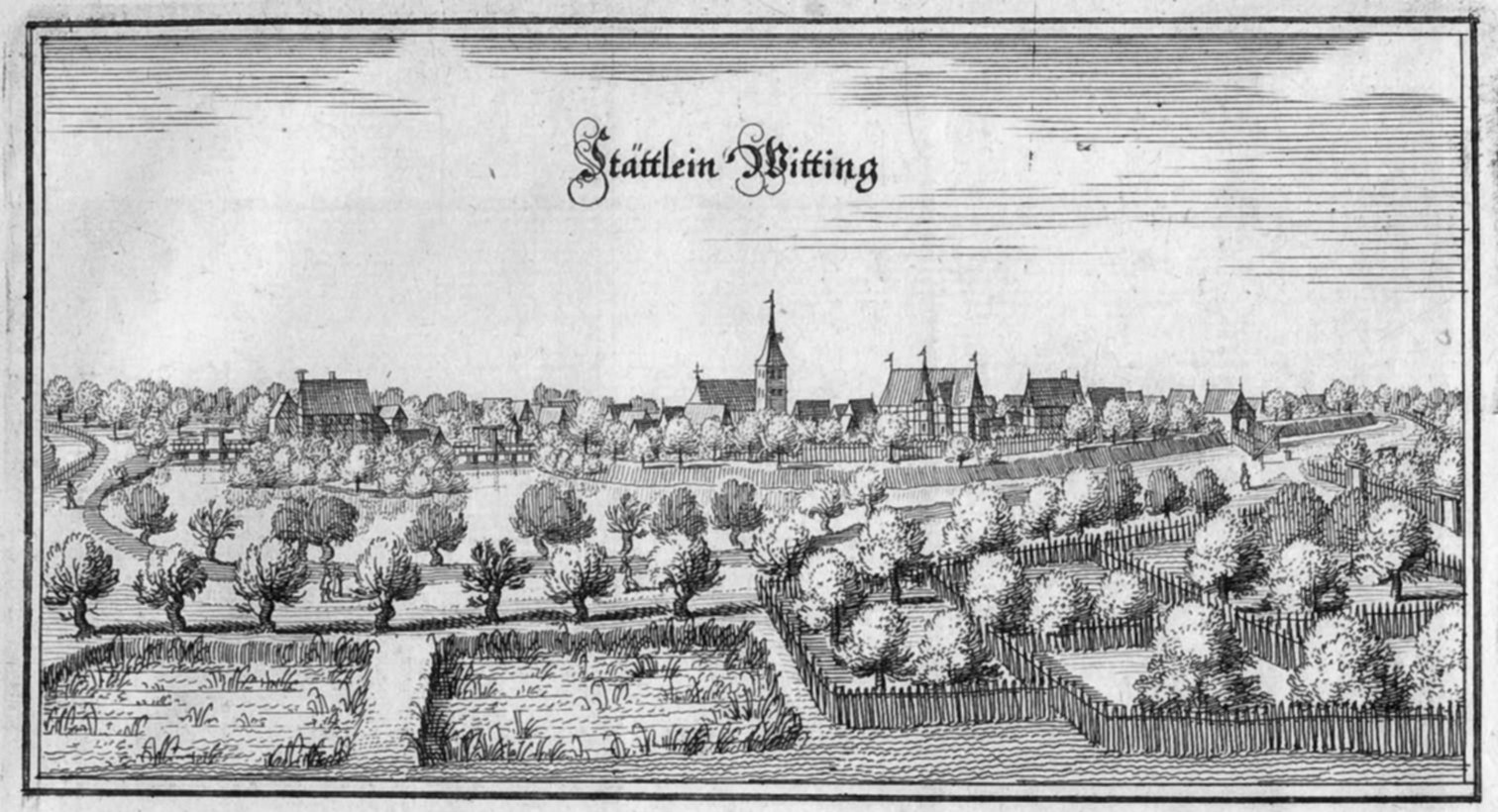
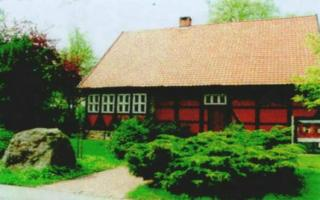
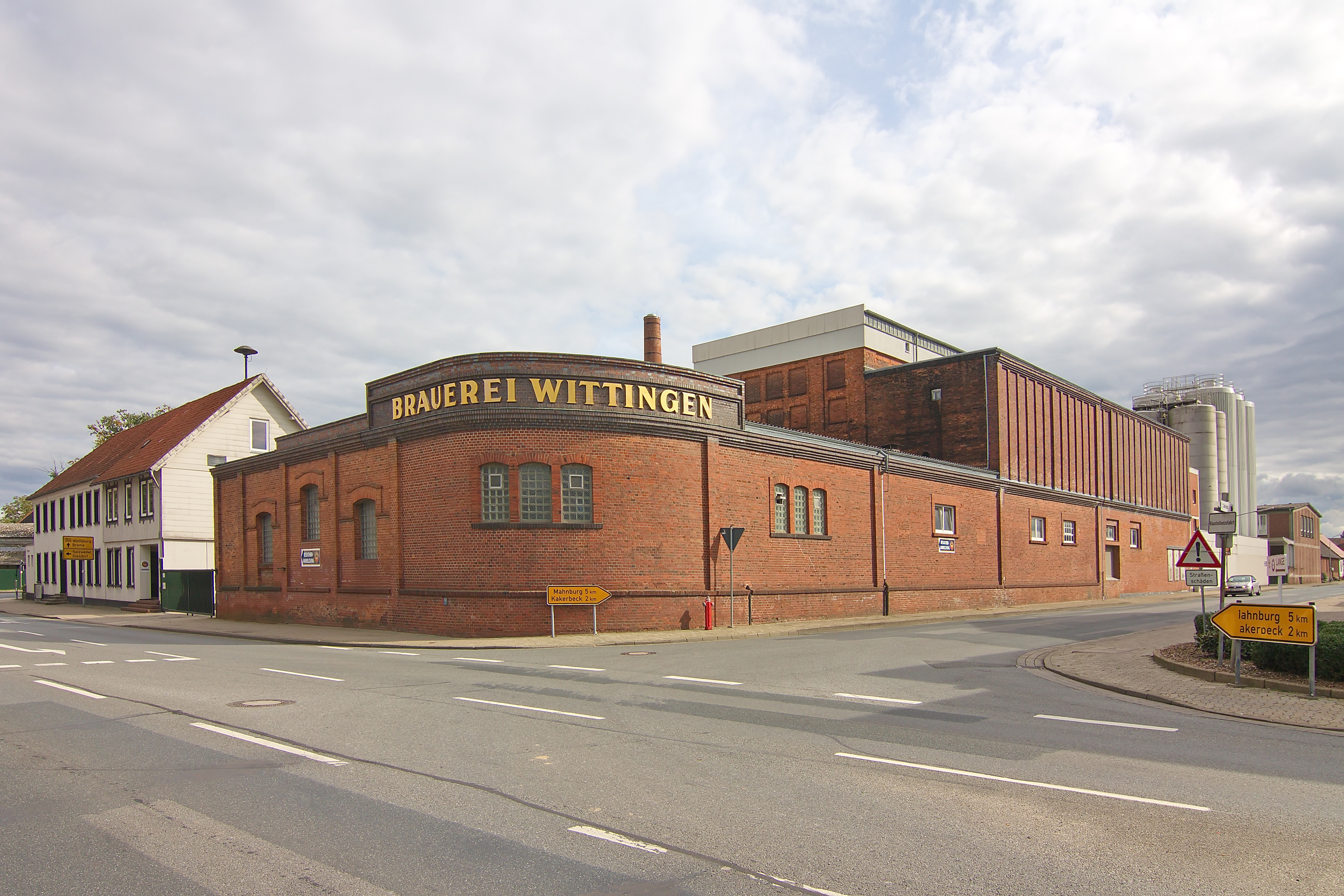
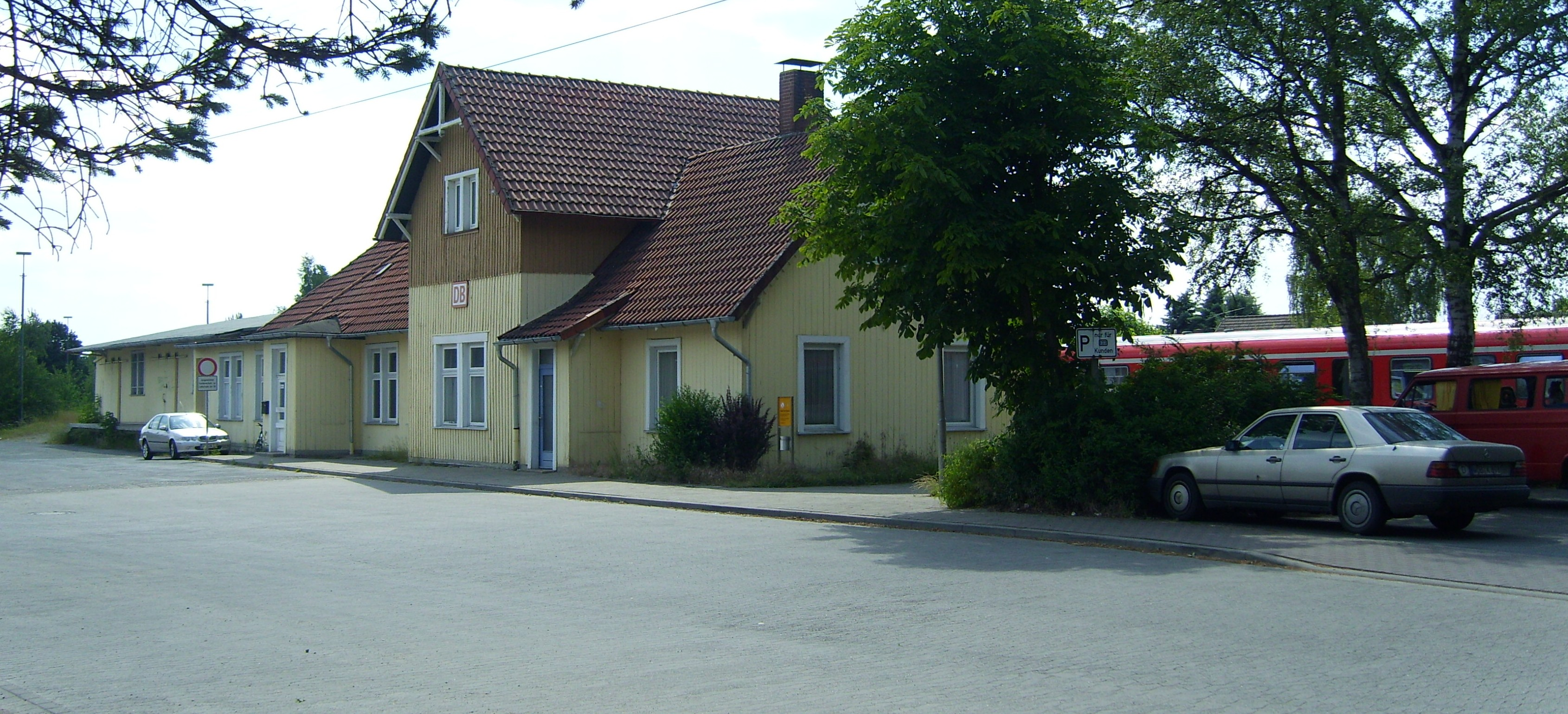